# Флаг Ханты-Мансийского автономного округа — Югры
Флаг Ханты-Мансийского автономного округа — Югры является официальным символом Ханты-Мансийского автономного округа — Югры, наряду с гербом и гимном. Принят 14 сентября 1995 года. Синий цвет флага символизирует водные ресурсы региона, зеленый — тайгу, белый — снег (покрывающий округ семь месяцев в году). Стилизованное изображение оленьих рогов («сибирская корона») — традиционный элемент национального орнамента народов ханты и манси, занимающихся оленеводством.

## Описание
Флаг был утверждён законом Ханты-Мансийского автономного округа «О гербе и флаге Ханты-Мансийского автономного округа», принятым 14 сентября 1995 года, статья 8 которого гласила:

Флаг Ханты-Мансийского автономного округа представляет собой прямоугольное полотнище, завершённое прямоугольным выступом, разделённое по горизонтали на две равновеликие полосы (верхняя — сине-голубая, нижняя — зелёная), окаймлённое со стороны выступа белой полосой и несущее в левой верхней части полотна элемент белого цвета из герба Ханты-Мансийского автономного округа. Отношение высоты полотнища (по древку) к общей длине до конца выступа — 1:2; отношение длины выступа к общей длине — 1:10; отношение ширины белой полосы к общей длине — 1:20; отношение расстояния от древка до геометрического центра элемента белого цвета, ширины и высоты элемента белого цвета к общей длине — соответственно 3:4; 11:40; 1:8. 

При вертикальном расположении (вывешивании, воспроизведении) полотнища сине-голубая полоса находится слева от зрителя, при этом допускается воспроизведение элемента белого цвета поперёк продольной оси полотнища.

Через два месяца в описание флага были внесены изменения. Было убрано упоминание о вертикальном расположении флага и исправлены ошибки в пропорциях:

Флаг Ханты-Мансийского автономного округа представляет собой прямоугольное полотнище, разделённое по горизонтали на две равновеликие полосы (верхняя — сине-голубая, нижняя — зелёная), завершённое по вертикали прямоугольной полосой белого цвета.

В левой верхней части полотна расположен элемент белого цвета из герба Ханты-Мансийского автономного округа.

Отношение высоты полотнища (по древку) к общей длине до конца прямоугольной полосы — 1:2; отношение ширины прямоугольной белой полосы к общей длине — 1:20; отношение расстояния от древка до геометрического центра элемента белого цвета к общей длине — 1:4; отношение расстояния от края верхней кромки полотнища до геометрического центра элемента белого цвета к общей длине — 1:10; ширина и высота элемента белого цвета к общей длине, соответственно, — 1:4, 1:10; отношение толщины составных частей элемента белого цвета к общей длине — 1:40.

Тем не менее вертикальное расположение флага по прежнему используется неофициально. В этом случае корона располагается ближе к древку и на пересечении синей и зеленой полос.